# Pajęczno
Pajęczno è un comune urbano-rurale polacco del distretto di Pajęczno, nel voivodato di Łódź.
Ricopre una superficie di 113,44 km² e nel 2004 contava 11 682 abitanti.